# Molí de Can Ciscot
El Molí de Can Ciscot és una obra d'Anglès (Selva) protegida com a Bé Cultural d'Interès Local.

## Descripció
El molí de Can Ciscot, també conegut com el molí del castell, ha desaparegut totalment.
En el seu emplaçament original es va construir un immoble de dos pisos de planta rectangular i coberta a dues aigües de vessants a façana, el qual acollia anteriorment una serreria.

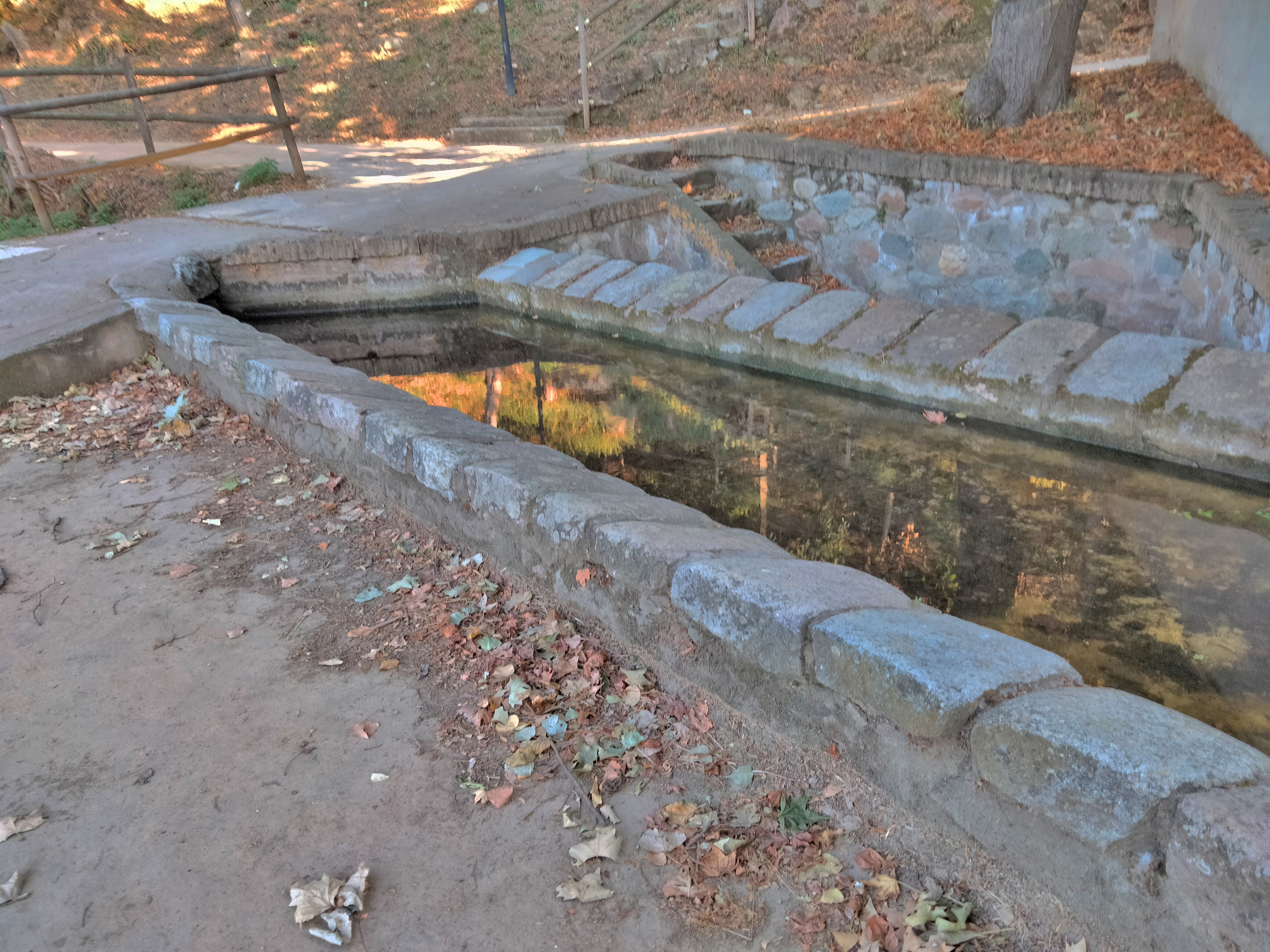
La bassa o safareig de l'antic molí

Tot i haver desaparegut han quedat algunes empremtes de la seva existència com ara la bassa o el canal, bàsic pel seu funcionament, ubicat a la part posterior de l'edifici i el gran portal adovellat d'arc de mig punt.

## Història
Es tractava de l'antic molí del castell, el qual es troba documentat des del 1200.
A Anglès es té notícia de l'existència de tres molins, tots tres situats fora de l'antiga muralla. Són els de Perarnau, de Cuc i el molí del castell, avui dia conegut com el molí de “Can Ciscot” en referència a l'últim moliner.
En el cas d'Anglès, com que el molí del castell depenia dels vescomtes de Cabrera, tenia prioritat de moldre sobre el de Cuc, que aprofitava el mateix curs de l'aigua.